# Sân bay Sri Sathya Sai
Sân bay Sri Sathya Sai (IATA: PUT, ICAO: VOPN) là một sân bay ở Puttaparthi bang Andhra Pradesh, Ấn Độ. Sân bay này được đặt tên theo Sathya Sai Baba, guru Ấn Độ.

## Các hãng hàng không và các tuyến điểm
- Indian (Hyderabad, Visakhapatnam)